# فرودگاه بتنا
فرودگاه بتنا (به انگلیسی: Batna Airport) یک فرودگاه همگانی با کد یاتا BLJ است که یک باند فرود آسفالت دارد و طول باند آن ۳۰۰۰ متر است. این فرودگاه در کشور الجزایر قرار دارد و در ارتفاع ۸۲۳ متری از سطح دریا واقع شده‌است.

## شرکت‌های هواپیمایی و مقصدهای پروازی
| شرکت‌های هواپیمایی | مقصدهای پروازی                                                             |
| ----------------- | -------------------------------------------------------------------------- |
| هواپیمایی الجزایر | هواری بومدین، لیون-سینت اگزوپری، مارسی پروانس، اورلی فصلی: شارل دوگل پاریس |